# Мамедов, Эльхан Абульфаз оглы
Эльхан Мамедов (азерб. Elxan Məmmədov; род. 1982) — азербайджанский дзюдоист, член национальной сборной Азербайджана по дзюдо, мастер спорта. Выступает за клуб «Нефтчи». Чемпион мира 2013 года, Чемпион Европы 2017 года, бронзовый призёр чемпионата мира 2010 года, серебряный призёр чемпионата Европы 2008 года, бронзовый — 2009 и 2010 гг. Представлял Азербайджан на Олимпийских играх 2008 года в Пекине и Олимпийских играх 2012 года в Лондоне. Старший тренер мужской сборной Азербайджана по дзюдо. Первый азербайджанский дзюдоист, которому удалось выиграть чемпионат мира. В мировом рейтинге на ноябрь 2013 и октябрь 2017 — 1-й. Лучший спортивный деятель 2013 года.

## Биография
Эльхан Мамедов родился 26 февраля 1982 года в Баку. В 13 лет начал заниматься дзюдо. Так, в 1995 году двоюродный брат Эльхана привёл его в этот вид спорта. Эльхан занимался также греко-римской борьбой, но в связи состоянием здоровья, пришлось бросить его. Помимо этого Эльхан Мамедов занимался футболом, к которому у него был очень большой интерес.
В 2003 году Мамедов становится бронзовым призёром чемпионата Азербайджана, а в 2005 году — чемпионом страны. В 2006 году Мамедов становится двукратным чемпионом Азербайджана. В 2008 году занимает второе место на чемпионате Европы в Лиссабоне. В 2009 году на чемпионате Европы в Тбилиси занимает третье место. В этом же году ему удаётся в третий раз стать чемпионом Азербайджана.

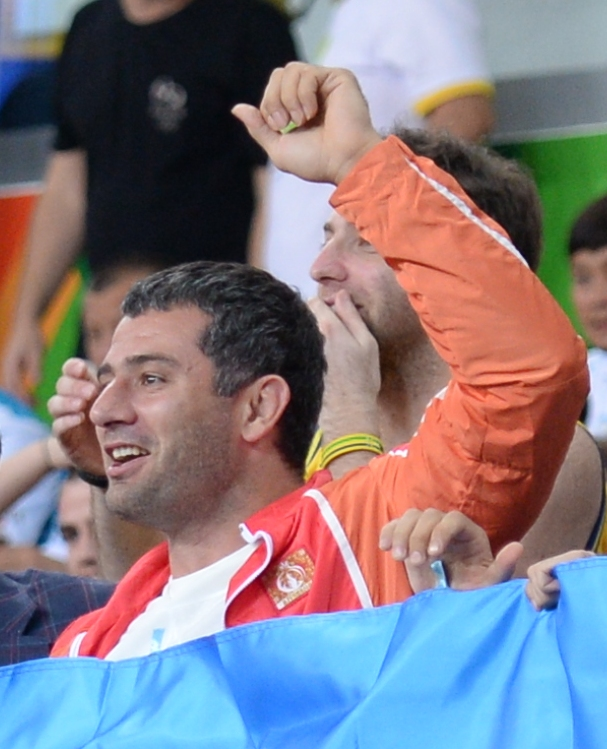
Мамедов на Олимпийских играх 2016, болея за Орхана Сафарова

В 2010 году занимает третье место на чемпионате Европы в Вене. В этом же году также занимает третье место, но уже на чемпионате мира в Токио.
В 2013 году Мамедов, одолев в финале Хиндрика Грола из Нидерландов, становится чемпионом мира.
В 2017 году Эльхан Мамедов выигрывает чемпионат Европы, победив в финальной схватке бронзового призёра Олимпиады в Рио француза Сириль Маре. В этом же году стал победителем Исламских игр солидарности, проходивших в Баку, одолев в финале своего соотечественника серебряного призёра Олимпийских игр Эльмара Гасымова.
В августе 2017 года Мамедов принял участие на чемпионате мира в Будапеште. В первой встрече он победил Кайла Рейеса из Канады, а затем — Антона Савицкого из Украины и вышел в четвертьфинал. На этой стадии Эльхан Мамедов обыграл Казбека Занкишиева из России, однако в полуфинале проиграл грузинскому спортсмену Варламу Липартелиани. В поединке за третье место Мамедов вновь встретился с Эльмаром Гасымовым, уступив которому, занял 5-е место.
После завершения карьеры дзюдоиста перешёл к тренерской деятельности. Стал личным тренером Зелима Коцоева, которому в 2024 году удалось стать чемпионом на Олимпиаде в Париже. Распоряжением президента Азербайджанской Республики Ильхама Алиева от 13 августа 2024 года Эльхан Мамедов за высокие достижения на XXXIII Летних Олимпийских играх в Париже и заслуги в развитии азербайджанского спорта был награждён орденом «Слава».